# Hôn nhân cùng giới ở Tabasco
Hôn nhân cùng giới ở Tabasco hợp pháp từ 27 tháng 10, 2022. Tabasco là bang thứ tư cuối cùng của Mexico hợp pháp hóa hôn nhân cùng giới.

## Lịch sử pháp lí
Nghị viện thông qua quyết định hợp pháp hóa hôn nhân cùng giới vào ngày 19 tháng 10 với số phiếu 23–5 và bảy phiếu trắng.
| Đảng chính trị                     | Thành viên | Có | Không | Trắng |
| ---------------------------------- | ---------- | -- | ----- | ----- |
| National Regeneration Movement     | 21         | 17 |       | 4     |
| Party of the Democratic Revolution | 6          |    | 3     | 3     |
| Institutional Revolutionary Party  | 4          | 2  | 2     |       |
| Ecologist Green Party of Mexico    | 3          | 3  |       |       |
| Citizens' Movement                 | 1          | 1  |       |       |
| Total                              | 35         | 23 | 5     | 7     |